# Hori Ier (fils royal de Koush)
Pour les articles homonymes, voir Hori et Hori Ier.
Hori Ier, fils de Kama (fils de Hori Ier, grand prêtre de Ptah), est vice-roi de Koush sous Siptah et est attesté dans l'année 6 de ce roi. Vizir depuis Séthi II puis Amenmes, il est probable qu'il continue à servir sous Taousert, Sethnakht et Ramsès III. Ses titres sont les suivants : « Fils royal de Koush », « Premier cocher de Sa Majesté », « Messager du roi dans tous les pays ».
Hori Ier descend en ligne directe (agnatique) de Ramsès II.
Il est remplacé par son fils qui s'appelle aussi Hori.
La tombe de Hori a été trouvée à Tell Basta.